# Mobile-ITX

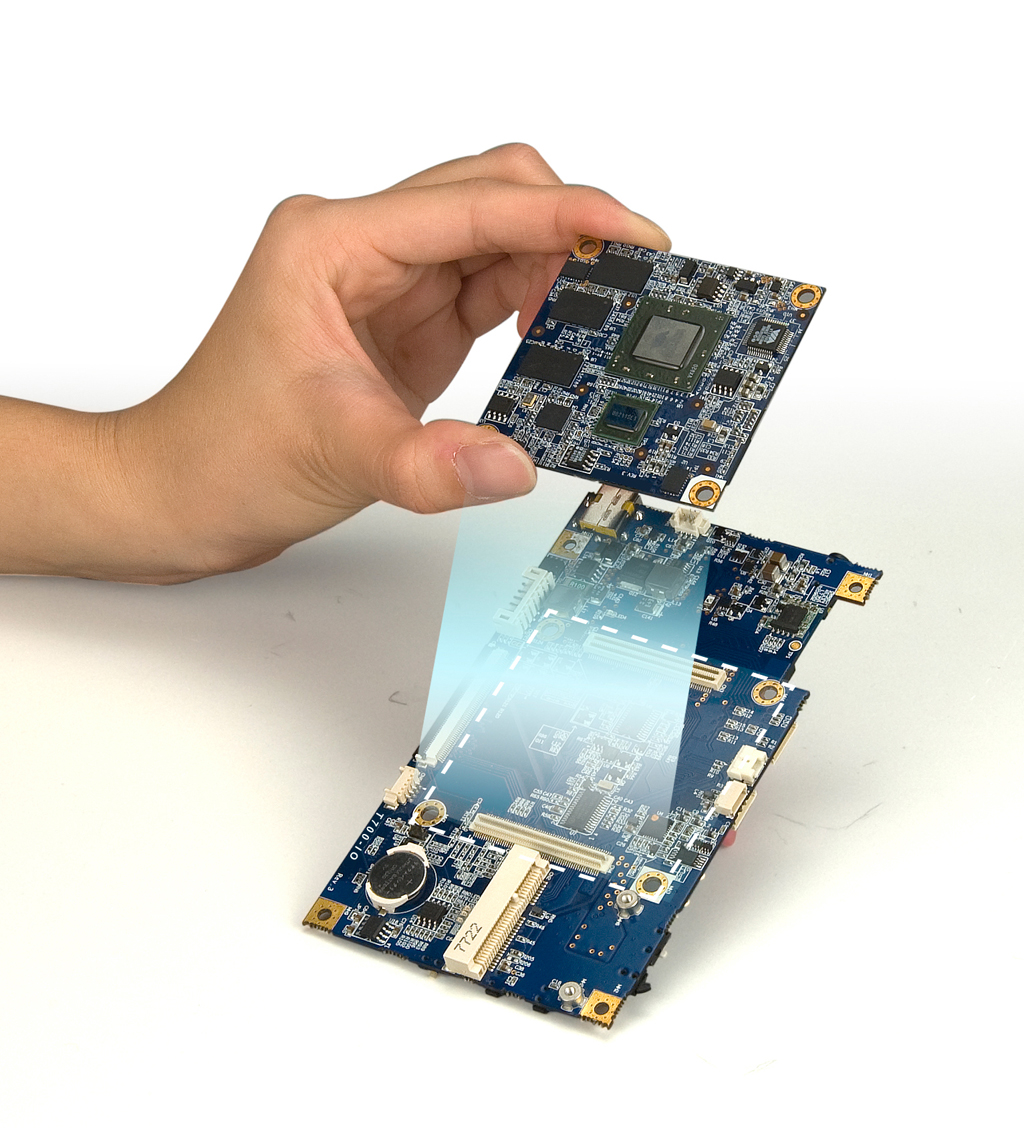
базовой модуль Mobile-ITX и дочерняя плата с интерфейсными разъёмами

Mobile-ITX — самый маленький из существующих на сегодня форм-факторов материнских плат для x86-совместимых процессоров, представленный компанией VIA Technologies 1 декабря 2009 года. Размер материнской платы — 60×60 мм, при этом она не содержит портов ввода-вывода. Для подключения внешних устройств и питания предлагается использовать дочернюю плату, подключение к которой осуществляется с помощью двух 120-контактных разъёмов, размещённых на тыльной стороне базового модуля. Предполагаемая область использования — промышленные мобильные и встраиваемые системы для медицины, транспорта и военных нужд. Первые коммерческие поставки компания VIA планировала начать в первом квартале 2010 года.

## История
Форм-фактор Mobile-ITX был впервые анонсирован компанией VIA Technologies на выставке Computex в июне 2007 года.
Первоначально предполагалось, что размеры материнской платы данного форм-фактора составят 75×45 мм и она будет оснащена полным набором интерфейсных разъёмов.
Продемонстрированный на выставке прототип материнской платы был оснащён x86-совместимым процессором VIA C7-M ULV с рабочей частотой 1 ГГц, чипсетом VIA VX700, полным набором стандартных интерфейсов а также коммуникационным чипом стандарта 3G/CDMA. Предполагалось также широкое использование Mobile-ITX в массовых моделях коммуникаторов и UMPC. На выставке был представлен прототип субноутбука VIA Nanobook c 7-дюймовым экраном, работающий под управлением Windows XP.